# Natasha Walter
Natasha Walter (* 20. Januar 1967) ist eine britische Feministin und Publizistin.

## Leben
Nach dem Besuch der North London Collegiate School lehrte Walter Englisch am St John’s College an der Universität Cambridge und erhielt dann ein Frank-Knox Forschungsstipendium für Harvard. Ihr erster Job war bei der Zeitschrift Vogue, danach arbeitete sie in der Literaturredaktion von The Independent und war anschließend Kolumnistin bei The Guardian. Derzeit schreibt sie für viele Printmedien, darunter The New Statesman, Vogue, The Observer und tritt regelmäßig im Fernsehen auf BBC 2 in Newsnight Review sowie in der Sendung Front Row auf BBC Radio 4 auf. Sie ist Gründerin und Vorsitzende der Wohltätigkeitsorganisation Women for Refugee Women und Autorin des Dramas Motherland, das 2008 am Young Vic uraufgeführt wurde von Juliet Stevenson, Harriet Walter und anderen.
Sie ist Autorin von The New Feminism, das 1998 auf Englisch erschienen ist beim Virago Verlag, und von Living Dolls, ebenfalls erschienen bei Virago in 2010. Living Dolls wurde 2011 vom Krüger Verlag auch in einer deutschen Fassung aufgelegt. In diesem Buch befasst sich Walter mit dem Wiederkehr des Sexismus in der heutigen Kultur. Dazu hat sie Mädchen und Frauen in verschiedenen Milieus befragt und in Spielwarenläden und bei Glamour-Model-Castings recherchiert. Natasha Walter sagt: „Ich habe einmal geglaubt, dass wir nur die Bedingungen für Gleichberechtigung schaffen müssten, um zu erreichen, dass die Überbleibsel des alten Sexismus verschwinden. Ich bin bereit zuzugeben, dass ich damit falsch lag.“

## Familie
Walter lebt in London mit ihrem Partner und ihren zwei Kindern. Ihr Vater war Nicolas Walter, ein Anarchist und säkularer humanistischer Autor, ihr Großvater der Neurowissenschaftler William Grey Walter, ihr Urgroßvater der Journalist Karl Walter.

## Werke
- 1998: The New Feminism. Virago, ISBN 978-1-86049-636-3
- 1999: On the Move: Feminism for a New Generation. Virago, ISBN 978-1-86049-818-3
- 2010: Living Dolls: Warum junge Frauen heute lieber schön als schlau sein wollen. Krüger, Frankfurt 2011, ISBN 978-3-8105-2377-8